# Johann Friedrich Krause (Wachtmeister)
Johann Friedrich Krause (* 13. August 1747 in Breitenbach; † 14. März 1828 in Hoof, heute Ortsteile von Schauenburg) war neben Dorothea Viehmann eine der wichtigsten Quellen der Märchensammlung der Brüder Grimm. Er erscheint in deren Anmerkungen zu ihren Märchen als Wachtmeister Krause.

## Leben
Dragonerwachtmeister Krause war Sohn des Schulmeisters von Breitenbach, der seine Tätigkeit 52 Jahre ausübte. Schon seine Vorfahren wirkten im Wolfhager Land als Pfarrer und Lehrer.
Am 14. Januar 1779 heiratete er die Bürgermeistertochter Anna Margarethe Hühne in Hoof, noch im selben Jahr kam ihr Sohn Johann Adam zur Welt. Seine Frau starb am 23. Dezember 1806. 
Krause trat 1767 in die Armee des Landgrafen von Hessen-Cassel ein und wurde 1787 Korporal im Regiment Garde du Corps, später Quartiermeister im Regiment Gens d’Armes.
Wegen eines Hüftleidens wurde er 1795 als dienstuntauglich entlassen.

## Verbindung zu den Brüdern Grimm
1811 notierte Krause in ein Schreibheft verschiedene Märchen, Schnurren und Schwänke aus den Spinnstuben von Hoof. Dieses Heft übergab er in Kassel den Brüdern Grimm, die er persönlich kannte. Er verlangte für jedes Märchen ein abgelegtes Beinkleid von Wilhelm Grimm, da die Kleidergröße dieselbe war.
Auch seine eigenhändige Aufnahme, der Gespräche aus den Spinstuben der Gemeinde Hohf Im Jahr 1811 hat er den Brüdern überlassen.

## Auf Krause zurückgehende Märchen
Von Krause stammen KHM 16 Die drei Schlangenblätter, KHM 48 Der alte Sultan und KHM 54 Der Ranzen, das Hütlein und das Hörnlein (zumindest in der Fassung der 1. Auflage) sowie KHM 16a Herr Fix und Fertig (nur 1. Auflage). Zu KHM 111 Der gelernte Jäger lieferte er eine Vergleichsfassung in Grimms Anmerkung. Die Herkunft von KHM 92 Der König vom goldenen Berg (Grimms Anmerkung: Nach der Erzählung eines Soldaten) ist nicht zu ermitteln.

## Ehrungen

### Schulbenennung
Am 9. Juni 2001 wurde die Breitenbacher Grundschule von Mittelpunktgrundschule Breitenbach in Johann-Friedrich-Krause-Schule umbenannt.

### Schauenburger Märchenwache
Im Rahmen des Dorferneuerungsprogramms zu Beginn der 1990er Jahre wurde in der alten Feuerwache zu Ehren Krauses und Demoiselle Marie Hassenpflug die Schauenburger Märchenwache errichtet. Gründer war der Künstler Albert Schindehütte.